# Macău
Pentru localitatea din România vedeți Macău.
Macău (uneori, în română: Macovia, iar în maghiară Makó, în germană Makowa, în ebraică מאַקאָוו) este un oraș în județul Csongrád-Csanád, Ungaria.

## Geografie
Este așezat în sudul județului, pe malurile Mureșului, aproape de granița cu județul Timiș din România. Este străbătut de șoseaua națională 43, care leagă Seghedinul de frontiera cu România și mai departe cu Aradul, până la Brașov și lângă el este autostrada M43/ E 68, care continuă în România cu Autostrada A1.

## Economie
Orașul Macău este cunoscut pentru faimoasa „ceapă de Macău”. Acest simbol poate fi regăsit în mai multe clădiri din oraș.

## Personalități
- Vasile Erdeli-Ardeleanu (1794-1862), episcop greco-catolic de Oradea, s-a născut la Macău.
- Attila József (11 aprilie 1905-3 decembrie 1937), poet maghiar, cu rădăcini românești (v. muzeul memorial din Macău)
- Joseph Pulitzer (1846-1911), jurnalist american
- József Galamb (1889-1955), inginer maghiar, designer al legendarului Ford Model T

## Galerie de imagini

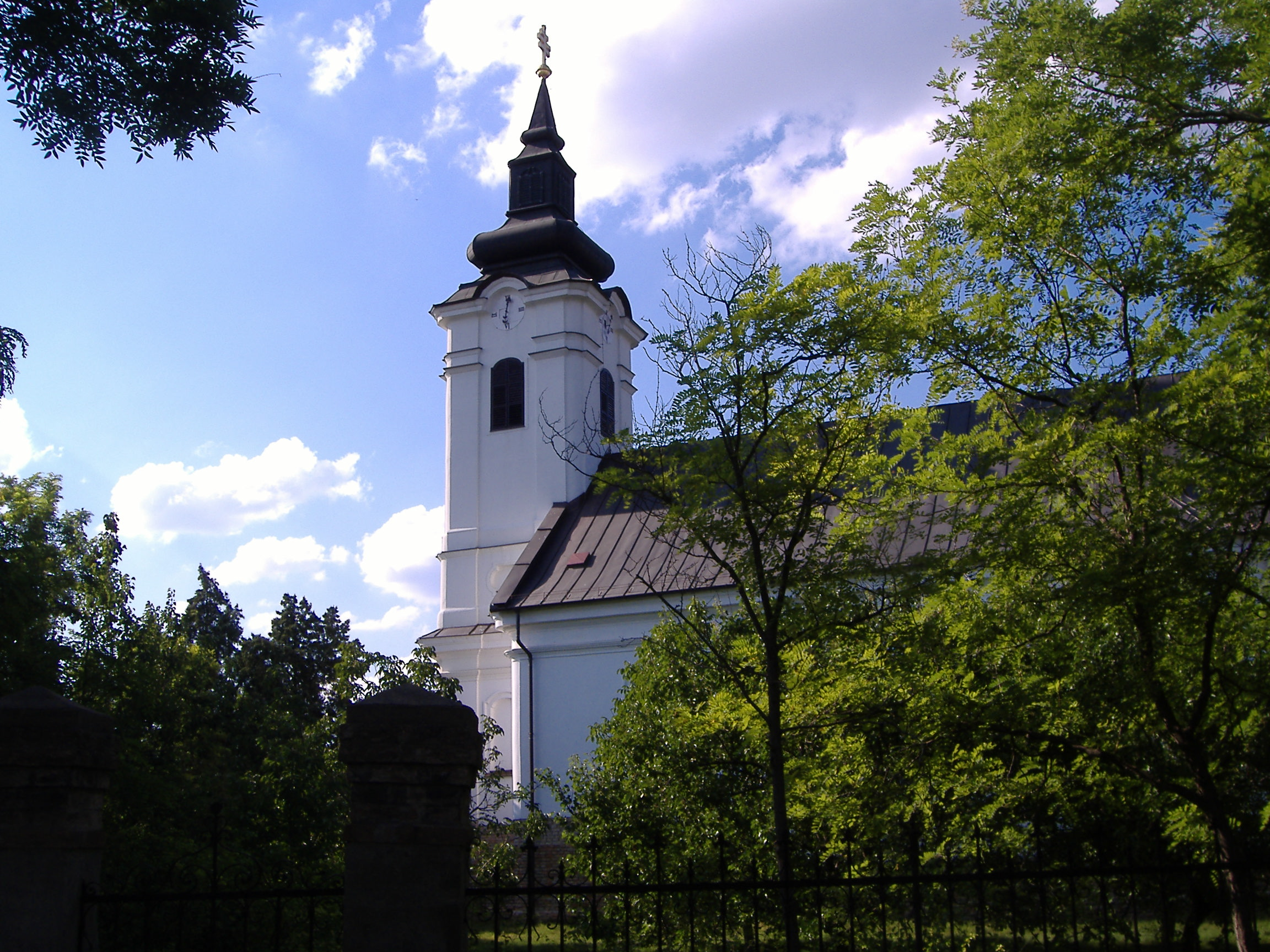
Biserica greco-catolică din Macău (1778)
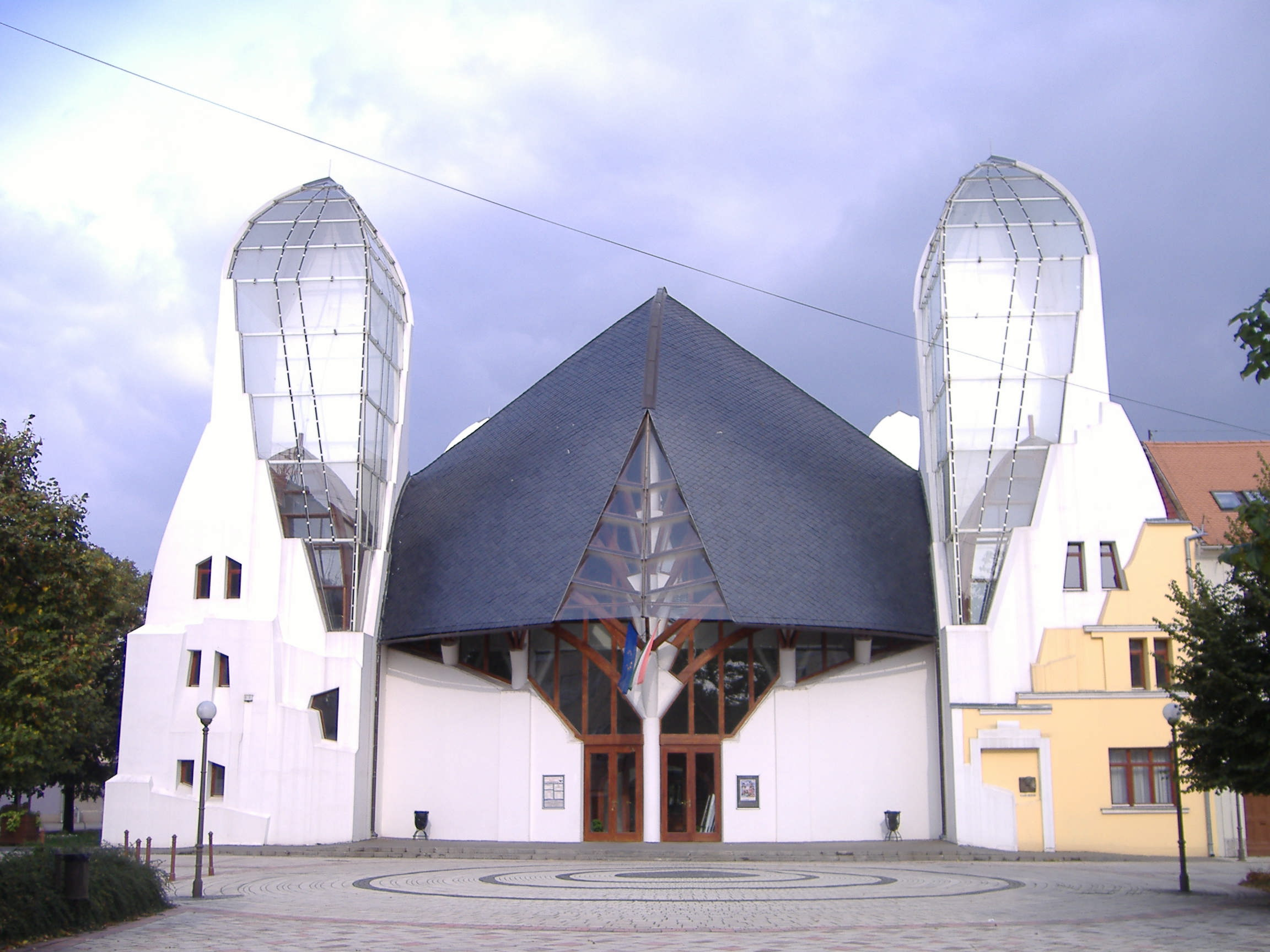
Hagymaház, teatrul orașului Makó (1998)
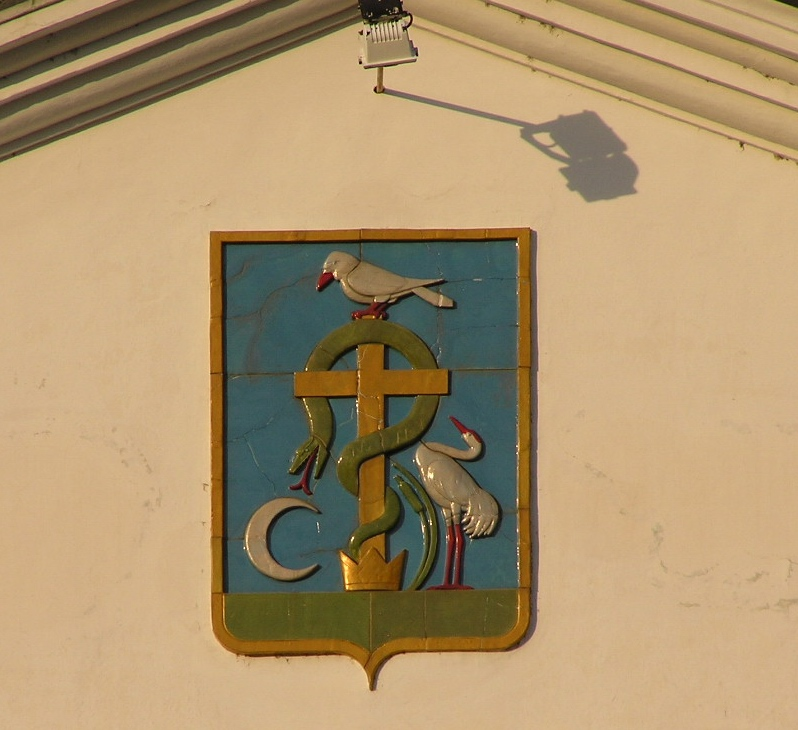
Stema orașului Makó pe clădirea primăriei
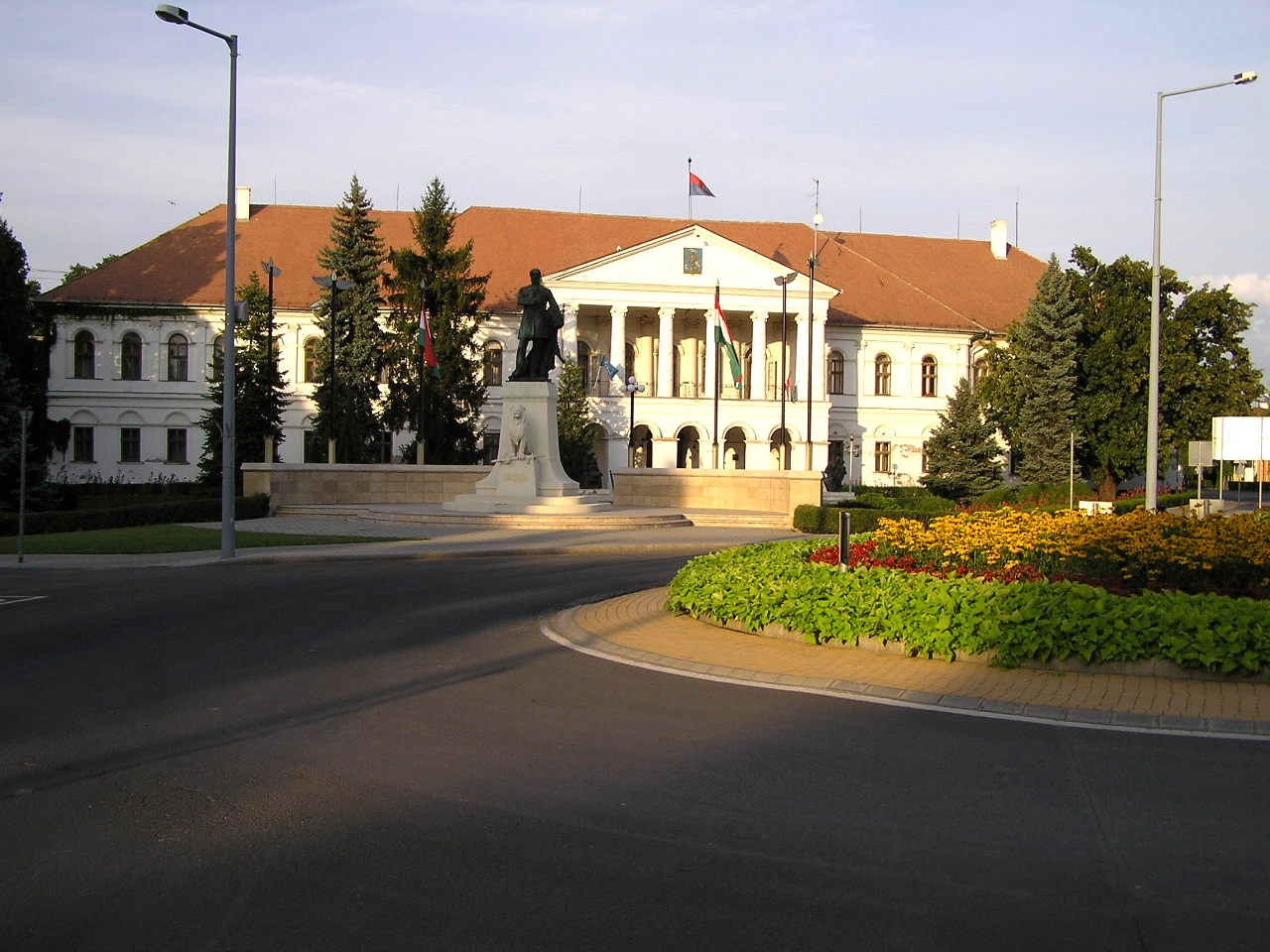
Primăria orașului Makó
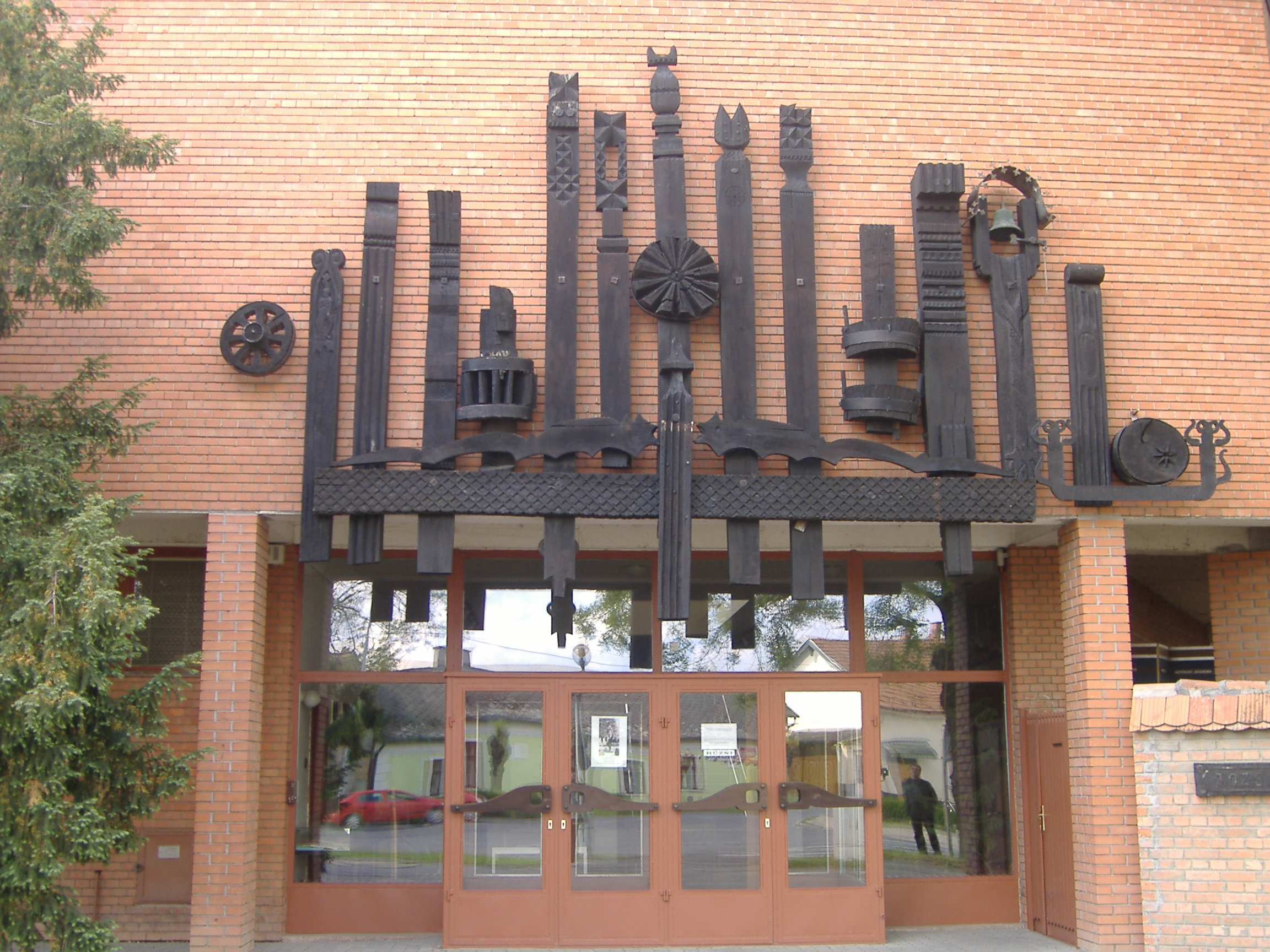
Muzeul József Attila

## Demografie
Componența etnică a orașului Macău
     Maghiari (95,84%)
     Romi (1,74%)
     Necunoscut (0,63%)
     Alții (1,79%)
Componența confesională a orașului Macău
     Fără religie (30,15%)
     Romano-catolici (25,37%)
     Reformați (15,61%)
     Greco-catolici (2,92%)
     Atei (1,4%)
     Necunoscută (23,82%)
     Alte religii (2,13%)
Conform recensământului din 2011, orașul Macău avea 23.708 locuitori. Din punct de vedere etnic, majoritatea locuitorilor (95,84%) erau maghiari, cu o minoritate de romi (1,74%). Apartenența etnică nu este cunoscută în cazul a 0,63% din locuitori. Nu există o religie majoritară, locuitorii fiind persoane fără religie (30,15%), romano-catolici (25,37%), reformați (15,61%), greco-catolici (2,92%) și atei (1,4%). Pentru 23,82% din locuitori nu este cunoscută apartenența confesională.